# 上海烟草集团
上海烟草集团有限责任公司前身为上海烟草（集团）公司，與上海市煙草專賣局一個機構兩塊牌子，是一家以北京、天津、上海的卷烟工业为主的大型国有企业。公司以卷烟工业及其相关的烟草储运、印刷、材料等产业为主，并涉足物流、酒店以及金融保险等行业。下轄上海卷烟厂。

## 历史
1902年，在英美煙草成立的當年，它們就在上海設立子公司。1934年，英美煙草在華子公司改名为頤中烟草股份公司。1942年3月被日军接管，1946年恢复经营。1952年4月2日，英美煙草將該公司全部转让给新成立的华东工业部上海烟草公司。該公司後來相繼更名為国营上海烟草公司、国营上海烟草工业公司、中国烟草工业公司上海分公司、中国烟草公司上海市公司，1993年11月26日改制成上海烟草集团。
2003年11月3日，国家烟草专卖局将北京卷烟厂全部产权无偿划拨给上海烟草（集团）公司，这也是中国烟草行业首次实现跨地区的结构调整，完成战略性联合重组后的北京卷烟厂此后由朝阳区定福庄迁往通州区梨园镇小稿村。2004年12月7日，上海烟草集团与天津卷烟厂实现联合重组。
2009年5月7日，上海烟草集团向上海世博会中国国家馆捐赠人民币两亿元，这是中国馆自2007年12月启动定向捐赠以来，接受到最大金额的一笔捐款。同年7月初，几位致力于控烟的公共卫生专家，在京向媒体公开了一封致上海世博局联名信，呼吁应尽快退还上海烟草（集团）公司2亿元捐赠。最终上海世博局已终止接受此笔捐款。
2019年9月16日，上汽集团携手上海烟草集团向江苏省内医院捐赠6辆上汽大通MAXUS V80负压型救护车，用于提升区域急救水平、支持当地医疗卫生事业发展。

## 主要产品

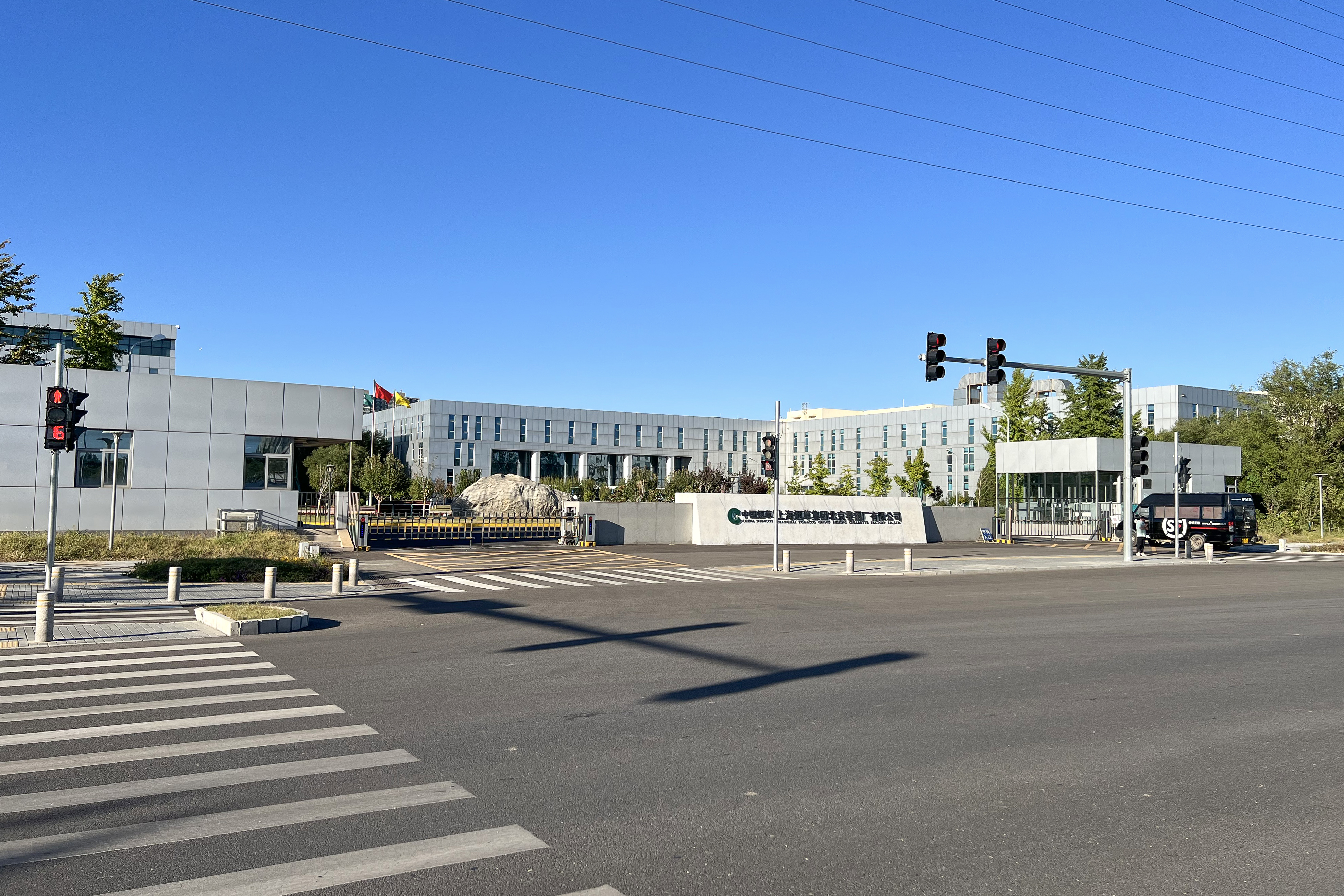
上烟旗下的北京卷烟厂主要生产“中南海”牌香烟

公司奉行“1+3”品牌的发展战略，即以中华牌香烟为核心，同时大力发展另3个品牌。
- 中华香烟
- 熊猫香烟
- 红双喜香烟（上海牌香烟被并入）
- 中南海香烟
- 牡丹香煙[3]

## 直屬單位

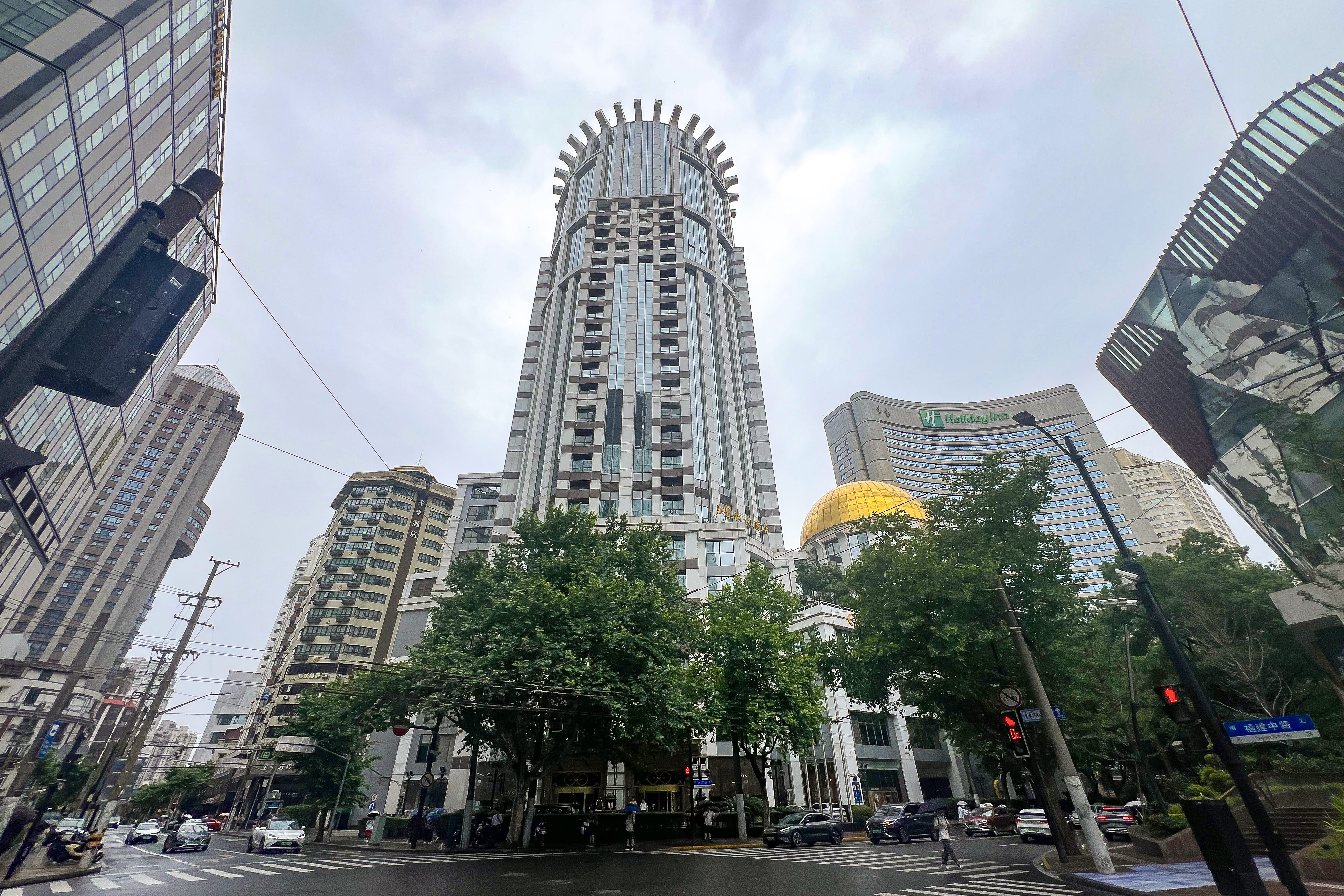
王宝和大酒店（九江路555号）

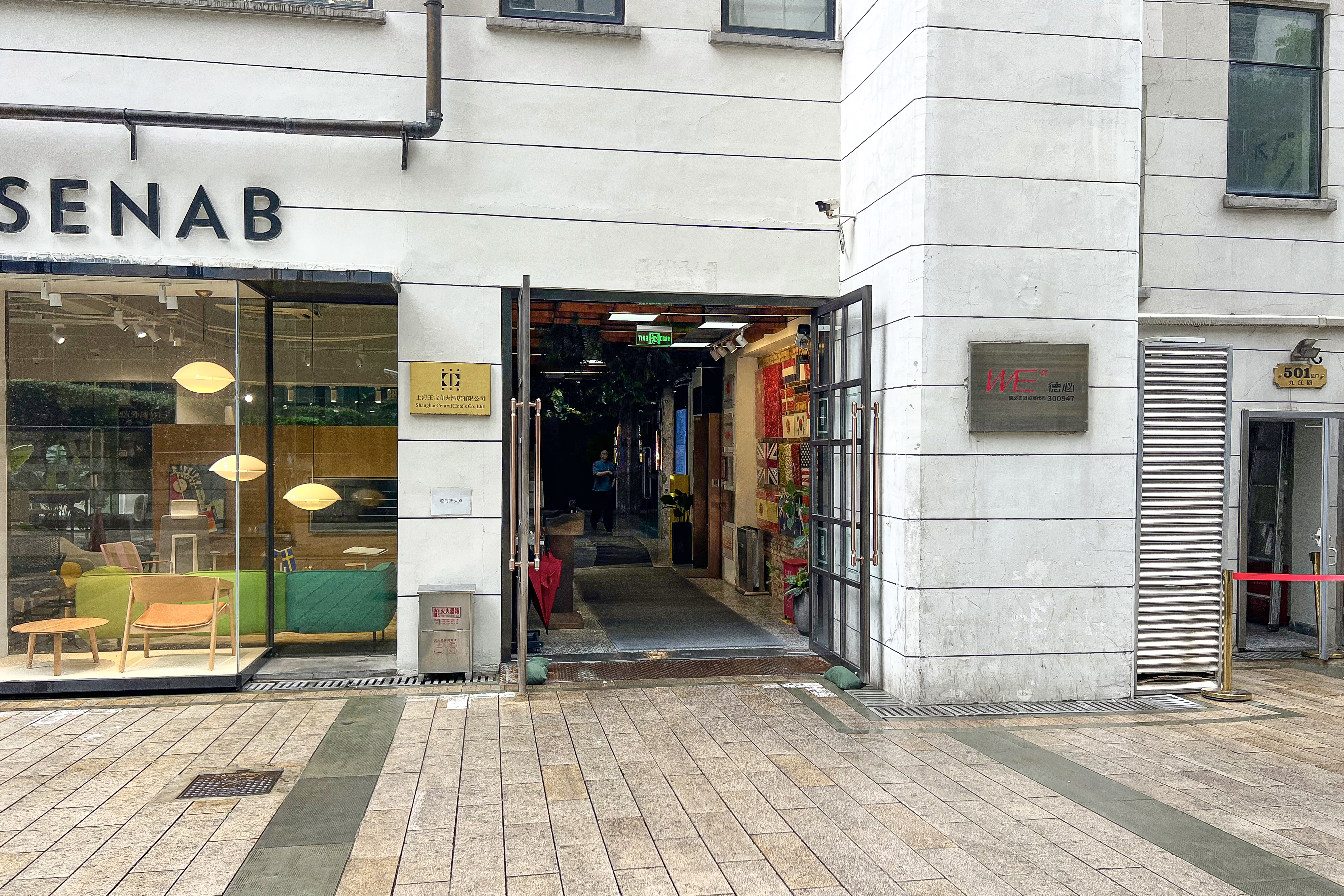
上海王宝和大酒店有限公司，目前旗下拥有上海大酒店、王宝和大酒店、王宝和酒家

- 上海烟草贸易中心有限公司
- 中国烟草上海进出口有限责任公司
- 上海海烟投资管理有限公司
- 上海海烟烟草糖酒有限公司
- 上海烟草集团有限责任公司上海烟草储運公司
- 上海海烟物流发展有限公司
- 上海烟草包装印刷有限公司
- 上海白玉兰烟草材料有限公司
- 上海烟草集团太仓海烟烟草薄片有限公司
- 上海牡丹香精香料有限公司
- 上海新型烟草制品研究院有限公司
- 上海王宝和大酒店有限公司[18]

## 區局（有限公司）
- 浦东新区烟草专卖局（有限公司）
- 黄浦区烟草专卖局（有限公司）：始建於1990年12月。1993年11月，上海烟草集团黄浦烟草糖酒有限公司成立。[19]
- 徐汇区烟草专卖局（有限公司）
- 长宁区烟草专卖局（有限公司）
- 静安区烟草专卖局（有限公司）
- 普陀区烟草专卖局（有限公司）
- 闵行区烟草专卖局（有限公司）
- 虹口区烟草专卖局（有限公司）
- 杨浦区烟草专卖局（有限公司）
- 宝山区烟草专卖局（有限公司）
- 嘉定区烟草专卖局（有限公司）
- 金山区烟草专卖局（有限公司）
- 松江区烟草专卖局（有限公司）
- 青浦区烟草专卖局（有限公司）
- 奉贤区烟草专卖局（有限公司）
- 崇明区烟草专卖局（有限公司）
- 驻上海铁路专卖局、铁路烟草有限公司[18]